# Pomadasys trifasciatus
Pomadasys trifasciatus es una especie de peces de la familia Haemulidae en el orden de los Perciformes.

## Distribución geográfica
Se encuentra al norte de Australia, Tailandia y Papúa Nueva Guinea.